# 任德芬
任德芬（法語：Léon-Ignace Mangin，1857年7月30日—1900年7月20日）罗马天主教传教士、耶稣会会士，1900年庚子事变中，在河北景县朱家河殉道。

## 生平
1857年7月30日，任德芬出生于法国洛林地区摩泽尔省的维尔尼（Verny）。他的父亲是一位法官。他先后就读于泰昂维（Thionville）、梅斯和亚眠，1875年11月5日在亚眠加入耶稣会。此后在列日教书。
1882年9月17日，任德芬从马赛出发，前往中国传教。六周后到达天津。1886年7月31日，任德芬在直隶献县张庄耶稣圣心主教座堂祝圣为神父。他先后担任故城县本堂、河间府总铎以及景州总铎。
1900年，义和团开始袭击直隶省的基督徒。教友们前往设防的景州朱家河村避难。7月15日，义和团袭击了村庄，但未能攻取。7月20日上午，陈泽霖部大约2000名政府军攻入村内，汤爱玲与任德芬两位神父、以及三千名教友，同日在景州朱家河被杀。只有少数教友声明放弃信仰而获义和团宽恕，两位神父和上千名不愿放弃信仰的教友聚集在教堂内祈祷，两位神父均中弹，随后义和团又纵火烧教堂，神父和堂内教友几乎全部被烧死。

## 宣福与封圣
1955年4月17日，教宗庇护十二世包括他在内的河北省55位殉道者同时立为真福。2000年10月1日，教宗若望保禄二世将包括他在内的120位中华殉道真福宣为圣人。纪念日为7月9日。